# Тан-Тан
Тан-Тан (араб. طانطان‎) — небольшой город в Марокко, в провинции Тан-Тан, которая входит в состав региона Гулимим-Эс-Смара. Со всех сторон окружён пустыней. Население по данным переписи 2004 года составляет 60 698 человек, что делает Тан-Тан вторым по величине городом региона после Гулимина. Расположен на берегу вади Уэд-Бен-Джалиль, которая впадает в реку Дра в 15 км к северу от города.
На побережье Атлантического океана, в 25 км к западу от города расположен порт Тан-Тан. Имеется небольшой аэропорт. Как сам город, так и порт Тан-Тан соединены автомобильной дорогой № 1. Кварцитовая фигурка, известная как Венера из Тан-Тана, была обнаружена в 1999 году немецкой экспедицией в пойме реки Дра, немногим южнее города. Возраст фигурки оценивается между 300 000 и 500 000 лет.

## Муссем Тан-Тана

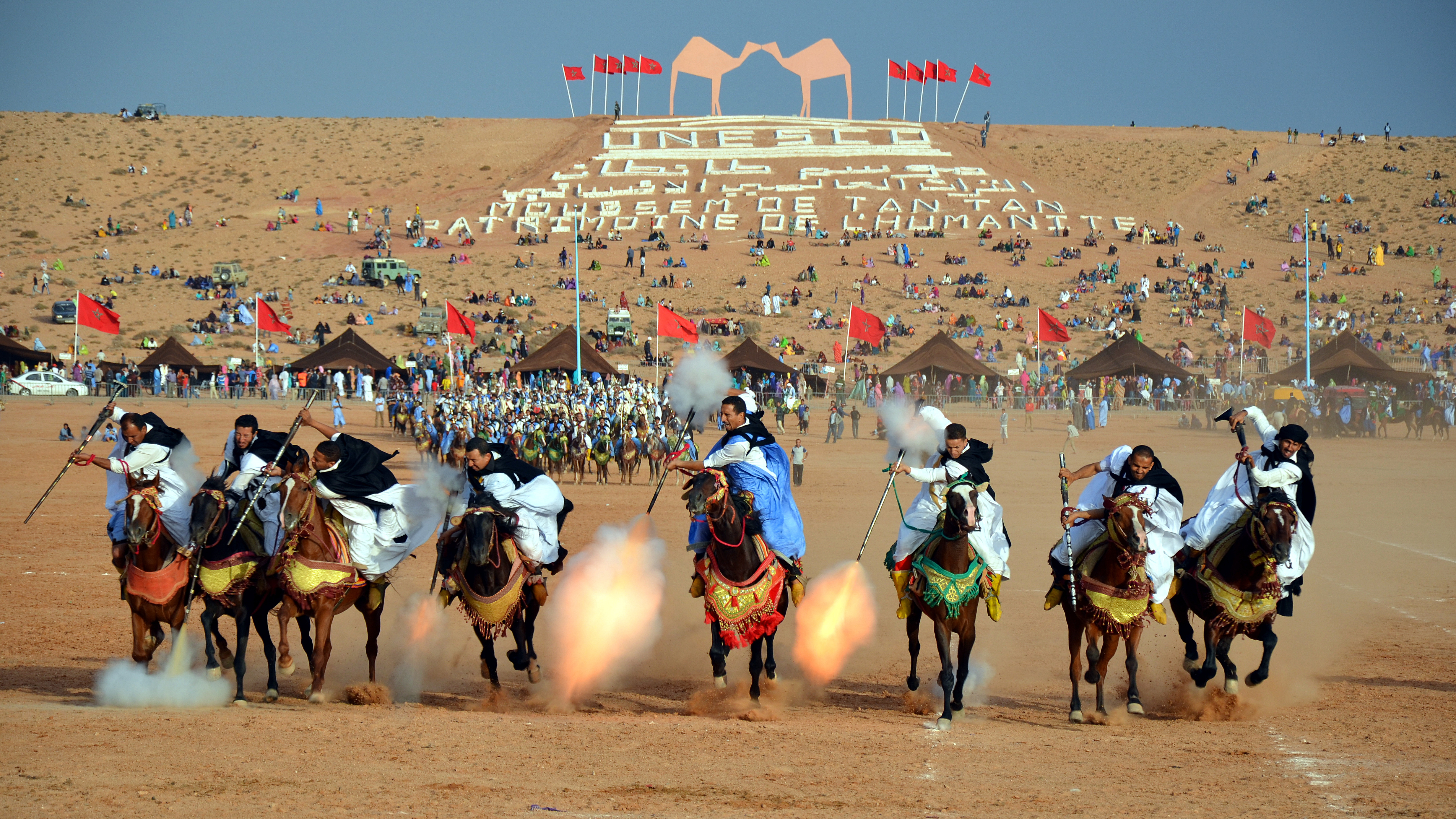

Ежегодно (с 2004 года) в Тан-Тане проходит муссем (фольклорный фестиваль), собирающий представителей кочевых народов Сахары из Марокко, Сенегала, Алжира и др. стран. В 2005 году фестиваль был включён в список нематериального культурного наследия человечества ЮНЕСКО. В период с 1979 до 2004 года муссем не проводился по соображениям безопасности.